# میرزا ابراهیم دشتی

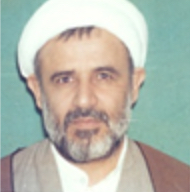
میرزا ابراهیم دشتی

ابراهیم جمالی یوسفی مشهور به میرزا ابراهیم دشتی و با نام مستعار منهاج (زادهٔ ۱۳۱۸، خورموج) روحانی و فعال سیاسی تا دهه اول انقلاب اسلامی بود. دشتی سابقه نمایندگی دومین دوره مجلس شورای اسلامی (از رودباران) و اولین دوره مجلس خبرگان رهبری از استان بوشهر را دارد. نامزدی ابراهیم دشتی در انتخابات مجلس دوم خبرگان توسط شورای نگهبان ردصلاحیت شد و پس از آن از سیاست کناره‌گیری کرد. خود وی ردصلاحیتش را عدم تمکین از خواسته‌های حزب جمهوری اسلامی در تصمیم سازی مجلس می‌داند. وی اکنون در شهر قم سکونت دارد و مشغول تحقیق و پژوهش در کب دینی نظیر نهج البلاغه است.
دشتی تحصیلات حوزوی خود را از ۱۵ سالگی در نجف آغاز کرد. وی در سال ۱۳۵۲ با کمک مالی سید مصطفی حسینی دشتی مدرسه رسالت را در قم تأسیس کرد و مدیریت آن را برعهده گرفت.

## سوابق
- اولین امام جمعه بوشهر پس از انقلاب
- نماینده دوره دوم مجلس شورای اسلامی از حوزه رودباران (دشتی و شهرستان‌های جنوبی استان)
- نماینده دوره اول مجلس خبرگان رهبری (منتخب میاندوره‌ای سال ۱۳۶۳ همزمان با مجلس سوم شورای)
- سابقه تدریس در دانشگاه‌های شهید بهشتی و تربیت مدرس در رشته معارف اسلامی (۱۳۶۳ تا ۱۳۷۰)